# Такер, Брайан Майлс
Брайан Майлс Такер (род. 25 апреля 1945) – офицер армии США в отставке, удостоился высочайшей американской награды – медали Почёта за свои действия проявленные в ходе Вьетнамской войны.
Такер вступил в армию США из г. Солт-Лейк-Сити в июне 1969 года. Служил первым лейтенантом батареи А первого батальона 92-го полка полевой артиллерии. 31 марта 1971 года северовьетнамская армия атаковала базу где служил Такер в провинции Контум, республика Вьетнам. Такер участвовал в обороне базы а когда эвакуация стала необходимой остался прикрывать отступление. Оказавшись в окружении, Такер сумел скрыться и восемь дней спустя был спасён силами союзников.

## Наградная запись к медали Почёта
За выдающуюся храбрость и отвагу, проявленные с риском для жизни при выполнении дога службы и за его пределами первый лейтенант Такер, полевая артиллерия, батарея А отличился в ходе службы командира подразделения Объединённой наблюдательной системы, действующей вместе с частями второй армии Республики Вьетнам на шестой базе огневой поддержки. На рассвете превосходящие по численности силы северовьетнамской армии придприняли хорошо спланированную атаку на небольшую базу огневой поддержке, расположенную на вершине холма, изолированную от основных сил. Используя ракеты, гранаты, огнемёты и автоматическое оружие, силы противника прорвали оборону периметра и вступили с защитниками в рукопашный бой. Всё утро и часть дня первый лейтенант Такер собирал и воодушевлял американских и южновьетнамских солдат в героических усилиях по отражению врага.  Он 4 часа занимал опасную [для себя] открытый наблюдательный пост, наводя авиаудары союзных сил и артиллерийский огонь по штурмующим вражеским силам. Его личная храбрость и вдохновенное руководство позволили превосходящим по численности союзным силам нанести максимальные потери атакующим силам противника и предотвратить захват базы.Ближе к вечеру ситуация [с обороной] стала невыносимой. Первый лейтенант Такер организовал отход и руководил отступлением оставшихся союзных сил. Полностью пренебрегая своей личной безопасностью, он в одиночку остался на периметре, прикрывая отход огнём из своей винтовки M16, пока все союзные силы не покинули осажденную огневую базу. Затем, в акте необычайного героизма, он вызвал артиллерийский огонь союзных на себя, чтобы выиграть для своих товарищей больше времени для безопасного отхода из этого района и, в то же время, нанести еще большие потери вражеским силам. Хотя он был ранен и не мог самостоятельно уйти из этого района, он успешно ускользнул от вражеских сил, спрятавшись под бамбуковым навесом, пока противник устанавливал зенитные орудия вокруг того места, где он прятался. В итоге эта позиция была отбита союзными силами 8 дней спустя, Такер заполз на отбитый у противника холм. Необычайное мужество и самоотверженность, проявленные первым лейтенантом Такером, вдохновили его товарищей и поддержали высочайшие традиции военной службы.
Оригинальный текст (англ.)
For conspicuous gallantry and intrepidity in action at the risk of his life above and beyond the call of duty. 1st Lt. Thacker, Field Artillery, Battery A, distinguished himself while serving as the team leader of an Integrated Observation System collocated with elements of 2 Army of the Republic of Vietnam units at Firebase 6. A numerically superior North Vietnamese Army force launched a well-planned, dawn attack on the small, isolated, hilltop fire base. Employing rockets, grenades, flame-throwers, and automatic weapons, the enemy forces penetrated the perimeter defenses and engaged the defenders in hand-to-hand combat. Throughout the morning and early afternoon, 1st Lt. Thacker rallied and encouraged the U.S. and Republic of Vietnam soldiers in heroic efforts to repulse the enemy. He occupied a dangerously exposed observation position for a period of 4 hours while directing friendly air strikes and artillery fire against the assaulting enemy forces. His personal bravery and inspired leadership enabled the outnumbered friendly forces to inflict a maximum of casualties on the attacking enemy forces and prevented the base from being overrun. By late afternoon, the situation had become untenable. 1st Lt. Thacker organized and directed the withdrawal of the remaining friendly forces. With complete disregard for his personal safety, he remained inside the perimeter alone to provide covering fire with his M16 rifle until all other friendly forces had escaped from the besieged fire base. Then, in an act of extraordinary heroism , he called for friendly artillery fire on his own position to allow his comrades more time to withdraw safely from the area and, at the same time, inflict even greater casualties on the enemy forces. Although wounded and unable to escape from the area himself, he successfully eluded the enemy forces by hiding in a bamboo canopy whilst enemy flak guns being set up around where he was, his position was eventually recaptured by friendly forces 8 days later where he then crawled up hill emancipated. The extraordinary courage and selflessness displayed by 1st Lt. Thacker were an inspiration to his comrades and are in the highest traditions of the military service.
— 